# Geschichten aus dem Wienerwald
Geschichten aus dem Wienerwald é um filme de drama austríaco de 1979 dirigido por Maximilian Schell. Foi selecionado como representante da Áustria à edição do Oscar 1980, organizada pela Academia de Artes e Ciências Cinematográficas.

## Elenco
- Birgit Doll - Marianne
- Hanno Pöschl - Alfred
- Helmut Qualtinger - Zauberkönig
- Jane Tilden - Valerie
- Adrienne Gessner - avó de Marianne
- Götz Kauffmann - Oskar
- André Heller - Hierlinger